# (9311) 1987 UV1
A (9311) 1987 UV1 a Naprendszer kisbolygóövében található aszteroida. Ueda Szeidzsi és Kaneda Hirosi fedezte fel 1987. október 25-én.